# Визначення пластометричних показників за методом Л. М. Сапожникова
Визначення пластометричних показників за методом Л. М. Сапожникова

Рис. 1 — Пластометричний апарат 1 — трубка для термопари; 2 — штемпель; 3 — планка притискування; 4 — стакан; 5 — верхня цеглина; 6 — нагрівач; 7 — нижня цеглина; 8 — плита; 9 — вантаж; 10 — барабан з годинниковим механізмом; 11 — перо; 12 — важіль

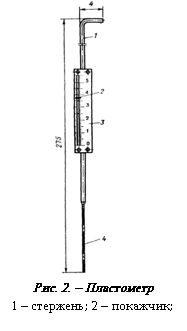
Рис. 2. — Пластометр. 1 — стержень; 2 — покажчик; 3 — шкала; 4 — голка

Рис. 3. — Типи пластометричних кривих і графіки пластометричних випробувань: 1 — зигзагоподібна крива; 2 — горбоподібна крива; 3 — пологопадаюча крива

Метод визначення пластометричних показників широко застосовується в нашій країні. Його використовують для класифікації і оцінки якості вугілля, яке направляється на коксування. Методика визначення пластометричних показників встановлена ГОСТ 1186–87.

## Загальний опис
Випробування проводять у пластометричному апараті (рис. 1), основними складовими частинами якого є: пластометричний стакан із сталі з дірчастим дном, що виймається; пластометр, що складається зі сталевої голки, пересувної шкали і покажчика (рис. 2); штемпель з отворами для видалення летких продуктів; важелі і вантажі для створення тиску на наважку вугілля; карборундові нагрівачі, поміщені в корпус з вогнетривкої цегли; барабан, що обертається, з годинниковим механізмом. Прилад розміщується на металевій плиті з настановними гвинтами.
Умови проведення випробувань в пластометричному апараті схожі з умовами коксування вугілля в промисловості. Вугілля знаходиться під навантаженням і нагрівається з одного боку від дна стакана. При цьому на різних відстанях від поверхні нагрівання в процесі випробування вугілля перебуває на різних стадіях перетворення на кокс. Найближче до поверхні нагрівання знаходиться шар коксу і напівкоксу, потім шар пластичної вугільної маси (пластичний шар), а над пластичною масою — вугілля, яке ще не перейшло в пластичний стан. Ці шари розташовуються паралельно поверхні нагрівання. При підвищенні температури частина пластичної маси твердне, шар напівкоксу збільшується, а вугілля, що нагрівається, переходить в пластичний стан. Чим довше вугілля знаходиться в пластичному стані, тим товщим стає пластичний шар.
За допомогою пластометричного методу визначають товщину пластичного шару у, пластометричну усадку х і вид пластометричної кривої.
Метод дозволяє також характеризувати і вид отримуваного твердого нелеткого залишку.
Товщина пластичного шару — це максимальна відстань між поверхнями розділу «вугілля — пластична маса» і «пластична маса — напівкокс».
Пластометрична усадка є кінцевою зміною висоти вугільного завантаження при пластометричному випробуванні. Усадку визначають за різницею кінцевого і початкового рівня пластометричної кривої.
Пластометрична крива — графічне зображення зміни об'єму вугільного завантаження в процесі пластометричного випробування.
Для проведення випробувань наважку вугілля 100±1 г крупністю менше 1,6 мм поміщають у пластометричний стакан. Зверху на вугілля встановлюють штемпель з важелем, на який підвішений вантаж. Тиск на вугільну наважку становить 0,1 МПа. На кінці важеля є перо, яке автоматично записує на барабані, що обертається, криву зміни об'єму вугільної наважки під час досліду.
Нагрівання проводять так, щоб через 30 хв. після початку досліду температура на дні стакана досягала 250°С. Потім до 730°С нагрівання ведуть із швидкістю 3°С за хвилину. Починаючи з 350°С, через певні проміжки часу вимірюють за допомогою пластометра верхній і нижній рівні пластичного шару. Верхній рівень пластичного шару відзначають за шкалою пластометра в той момент, коли голка пластометра торкнеться пластичної маси. Після цього проколюють пластичний шар і відзначають його нижній рівень, коли голка досягне шару напівкоксу. Частота вимірювань верхнього і нижнього рівнів пластичного шару залежить від виду пластометричної кривої, яка записується на міліметровому папері барабана під час досліду.
Різні види кривих показані на рис. 3. При зигзагоподібній кривій верхній рівень пластичного шару вимірюють в точках найвищого підйому і найнижчого спаду. Нижній рівень пластичного шару вимірюють тільки в моменти максимального опускання кривої. Якщо зигзаги на кривій дуже часті, то вимірювання здійснюють не на кожному зигзагу, а приблизно через 8—10 хв. При горбоподібній кривій верхній рівень вимірюють один раз за 5—8 хв., а нижній рівень — один раз за 10 хв. При кривій, що плавно опускається, верхній і нижній рівні встановлюють приблизно через кожні 10 хв. При випробуванні слабкоспікливого вугілля вимірювання проводять через 15 хв., бо через високу в'язкість пластичної маси і невеликий її об'єм вона не встигає заповнювати отвір, що утворюється після проколу пластометром.
За наслідками вимірювань на міліметровому папері, знятому з барабана, будують графік для визначення чисельного значення товщини пластичного шару. На осі абсцис відкладають час в хвилинах, на осі ординат — результати вимірювань верхнього і нижнього рівнів пластичного шару в міліметрах. Точки кожного рівня сполучають плавними кривими і продовжують до перетину з віссю абсцис. Якщо крива верхнього рівня має зигзагоподібну форму, то проводять додатково середню лінію між точками по середині зигзагів. За товщину пластичного шару приймають максимальну відстань між кривими верхнього і нижнього рівнів пластичного шару. При зигзагоподібній кривій відлік здійснюють від додаткової лінії.
Допустимі розбіжності при паралельних визначеннях не повинні перевищувати: 1 мм — при у до 20 мм; 2 мм — при у 20—30 мм і 3 мм — при у більше 30 мм.
Пластометричну усадку х визначають в міліметрах по кінцевому зниженню пластометричної кривої щодо початкового рівня кривої — нульової лінії (див. рис. 3). Якщо кінцева точка пластометричної кривої знаходиться вище за нульову лінію, то усадку називають негативною і позначають із знаком «мінус». Допустимі розбіжності за пластометричною усадкою при паралельних випробуваннях не повинні перевищувати 3 мм.
Характеристику твердого нелеткого залишку встановлюють за наступними показниками:
– тріщинуватість (слабкотріщинуватий, тріщинуватий, сильнотріщинуватий);
– пористість (малопористий або пористий, з дрібними або крупними порами);
– бахрома (низька, середня, висока);
– губка (маленька, середня, велика, з дрібними або крупними бульбашками, порожниста);
– блиск (матовий, напівматовий, напівблискучий, блискучий);
– колір (світло-сірий, сірий, темно-сірий, чорний);
– сплавленість (пухкий, спечений, сплавлений, проплавлений).
Бахромою називають той шар, що утворюється по краях твердого нелеткого залишку, — шар, який відділяється від основної маси. Губка — це сильно пористий верхній шар нелеткого залишку, який на вигляд нагадує застиглу піну. Наявність бахроми і губки — ознака хорошої спікливості вугілля.
При проведенні випробувань за ГОСТ 1186–69 нагрівання регулюють вручну за допомогою лабораторних автотрансформаторів або автоматично за допомогою пристроїв, зібраних із стандартних приладів (електронних потенціометрів, терморегуляторів). Вимірювання пластометром проводять вручну.
В даний час НДІАчорметом розроблений повністю автоматизований пластометричний апарат, який ще не стандартизовано. Температура в цьому апараті регулюється за допомогою системи з програмним пристроєм. Зміна об'єму вугільного завантаження сприймається датчиком і записується у вигляді пластометричної кривої. Рівні пластичного шару вимірюються автоматично з постійним зусиллям проколу 2 кг. Команда на прокол передається спеціальним логічним пристроєм.
Показник товщини пластичного шару у найбільш придатний для оцінки вугілля з середньою і помірно високою спікливістю. Вугілля з низькою спікливістю погано розрізняються цим методом. При випробуванні в пластометричному апараті такого вугілля утворюється дуже тонкий пластичний шар, а іноді просто злиплі грудочки. У таких випадках точні вимірювання проводити дуже важко або й зовсім неможливо. Тому товщину пластичного шару нижче 6 мм звичайно не вимірюють, а просто відзначають, що значення у менше 6 мм.

## Методика визначення пластометричних показників кам'яного вугілля
Підготовка до випробування. Перевіряють наявність складових частин пластометричного апарата, а також деталей і матеріалів, необхідних для завантаження пластометричного стакана: притискна планка, металева спиця, азбестовий лист, азбестовий шнур, папір наждачний, папір фільтрувальний, папір цигарковий.
Ретельно очищають наждачним папером внутрішню поверхню стінок і дна стакана, пази, заглиблення для трубки і зовнішню поверхню трубки для термопари, а також нижню і бічну поверхні штемпеля. Прочищають всередині трубку для термопари, отвір для виходу газів у дні стакана і штемпелі. Голку пластометра протирають тампоном, змоченим органічним розчинником.
Дно вставляють в стакан, щоб воно повністю увійшло в пази. Стінка нижньої частини стакана вистилається зсередини смужкою фільтрувального паперу заввишки 55 мм. З листа азбесту товщиною 0,5–1 мм вирізають два круги діаметром 59 мм і прорізують в кожному отвір для трубки термопари. Потім на один із них ставлять штемпель і через отвір в ньому відзначають місце, на яке буде встановлена паперова трубка для вимірювання. Цей круг кладуть на дно стакана так, щоб отвір для трубки термопари збігся із заглибленням у дні. В другому крузі роблять отвір для голки пластометра. Він має знаходитися під отвором у штемпелі.
Трубку для термопари встановлюють у заглиблення дна і закріплюють у вертикальному положенні притискною планкою. З цигаркового паперу скручують за допомогою спиці одношарову трубку діаметром близько 3 мм. Не знімаючи зі спиці, встановлюють трубку на тому місці, яке було позначене на азбестовому крузі на дні стакана. Спицю з паперовою трубкою притримують у вертикальному положенні під час завантаження стакана.
Наважку 100±1 г вугілля крупністю менше 1,6 мм завантажують в стакан чотирма порціями (приблизно по 25 г). Після кожної порції розрівнюють поверхню вугілля гострим кінцем пластометра. Після завантаження вугілля знімають притискну планку, кладуть на вугілля азбестовий круг з отвором для голки пластометра, а виступаючий край фільтрувального паперу відгинають поверх аз-бестового круга. Якщо очікується, що випробовуване вугілля даватиме дуже рідку пластичну масу, то на верхній азбестовий круг кладуть біля стінок стакана кільце з азбестового шнура, а зверху додатковий азбестовий круг. Потім ставлять в стакан штемпель і знову закріплюють притискною планкою трубку для термопари.
Завантажений стакан зі штемпелем поміщають в отвір вогнетривкої цеглини пластометричного апарата, з'єднують штемпель с важелем, вішають вантаж. З паперової трубки обережно виймають спицю, злегка обертаючи її. Якщо при цьому паперова трубка прорветься або в неї потрапить вугілля, то завантаження стакана потрібно зробити наново.
На стакан ставлять металеву планку з отвором, який повинен знаходитися над паперовою трубкою, і визначають початкове положення пластометра. Для цього встановлюють рухому шкалу пластометра на планку з отвором, а голку пластометра опускають через його отвір в паперову трубку і щільно встановлюють на нижньому азбестовому крузі. Потім відзначають на шкалі пластометра поділку по верхній поверхні покажчика — «нульова поділка».
На барабані закріплюють смугу міліметрового паперу, яка по висоті і довжині відповідає розмірам барабана. Зверху по горизонталі наносять на цьому папері поділки через кожні 10 мм, які позначають час (0; 10; 20; 30 і т. д. до 160 хв.) від початку головного періоду випробувань, тобто від 250 °С. У трубку вставляють термопару так, щоб її спай торкався дна стакана.
Проведення випробування. Вмикають струм і нагрівають вугілля, як це описано раніше. Коли температура досягне 250°С (через 30 хв. від початку досліду), перо з чорнилом, закріплене на кінці важеля, притискають до міліметрівки на барабані проти поділки «0». Ця точка є початком «нульової лінії». Далі нагрівання ведуть так, щоб через кожні 10 хв. температура піднімалася на 30 °С. Відмічають час і температуру в протоколі випробування.
При температурі на дні стакана 350°С починається вимірювання товщини пластичного шару. Для вимірювання верхнього рівня пластичного шару голку пластометра обережно опускають в паперову трубку через отвір в планці, а шкалу пластометра встановлюють на планці. Коли кінець голки торкнеться пластичного шару, голку притримують рукою так, щоб вона не вдавлювалася в пластичну масу.
Для вимірювання нижнього рівня пластичного шару проколюють пластичну масу голкою пластометра, поки вона не досягне твердого шару напівкоксу. Проколювання пластичного шару і виймання голки після проколу проводять обережно і поволі, щоб не витягувати пластичну масу і не порушувати видалення летких продуктів.
Під час досліду періодично слід продувати нагрівачі повітрям (за допомогою повітродувки), щоб видалити леткі продукти, які виділяються через отвори в дні стакана і горять над нагрівачами. Випробування закінчується, коли температура досягне 730 °С. При цьому перо відводять від барабана і припиняють обігрівання.
За записами в протоколі перевіряють, як піднімалася температура при прове¬денні досліду. Якщо було відхилення від графіка підйому температури більш ніж на 5°С у інтервалі 350—610°С або на 10°С у решту часу досліду, то результати досліду непридатні і випробування слід повторити. Результати також не можна використовувати і в тому випадку, якщо пластична маса витекла поверх штемпеля або піднялася в трубці для вимірювання.
Таблиця 1 — Форма протоколу визначення пластометричних показників

Після закінчення досліду знімають міліметрівку з барабана і будують на ній графіки верхнього і нижнього рівнів пластичного шару за тими даними, які записані в протоколі. Спосіб їх побудови описаний раніше.
Визначають найбільшу відстань (мм) по вертикалі між отриманими кривими. Ця відстань дорівнює товщині пластичного шару у, яку зазвичай знаходять на графіку для інтервалу температур 520—640°С.
Проводять з нульової точки пластометричної кривої горизонтально нульову лінію. Визначають відстань (мм) по вертикалі від нульової лінії до кінцевої точки пластометричної кривої. Ця відстань дорівнює пластометричній усадці х. Якщо кінцева точка розташована вище за нульову лінію, то величину х записують із знаком мінус (наприклад, х = – 5 мм).
Результати випробувань записують в протокол (табл. 1).